# Up All Night (album de One Direction)
Pour les articles homonymes, voir Up All Night.
 (mai 2013).
Si vous disposez d'ouvrages ou d'articles de référence ou si vous connaissez des sites web de qualité traitant du thème abordé ici, merci de compléter l'article en donnant les références utiles à sa vérifiabilité et en les liant à la section « Notes et références ».
Albums de One Direction
- Take Me Home 
 (2012)
Singles
1. What Makes You Beautiful
Sortie : 11 septembre 2011
2. Gotta Be You
Sortie : 13 novembre 2011
3. One Thing
Sortie : 13 janvier 2012
4. More than This
Sortie : 12 novembre 2012

Up All Night est le premier album du groupe anglo-irlandais One Direction. Il est sorti le 18 novembre 2011. Les producteurs de l'album sont, entre autres, Steve Mac, Matt Squire, Rami Yacoub, et RedOne.

## Critiques
Les premières critiques ont été positives :
- Les critiques de la musique Pop, Trash Lounge, ont noté l'album quatre étoiles sur cinq, en comparant favorablement le groupe à d'autres célèbres boys-band britanniques comme JLS ou The Wanted.
- MSN Music donne également 4/5 à One Direction pour Up All Night en qualifiant l'album de « très bon » et « travaillé avec soin ».
- Daily Star attribue une note de huit sur dix à l'album, en mentionnant que les One Direction ont de grandes personnalités et qu'ils brillent à travers les chansons de l'album.[réf. nécessaire]

## Singles
- What Makes You Beautiful  est le premier single de One Direction. Sorti le 11 septembre 2011 après être passé en avant-première sur la BBC Radio 1, c'est un record de vente pour Sony Music, puisque What Makes You Beautiful est numéro 1 au Royaume-Uni et devient le single le plus vendu de l'année 2011 avec 153 965 ventes la première semaine suivant sa sortie. La cinquième semaine, déjà 260 000 exemplaires se sont écoulés.

- Gotta Be You, sorti le 11 novembre 2011, est leur second single également faisant partie de Up All Night. Il est numéro trois des ventes au Royaume-Uni. Le 17 novembre 2011, il est également le troisième single le plus vendu en Irlande.

- One Thing, leur troisième single, est sorti le 13 janvier 2012. Il est le troisième titre de leur album Up All Night.

## Pistes
| No  | Titre                    | Auteur                                                                                         | Producteur(s)                      | Durée |
| --- | ------------------------ | ---------------------------------------------------------------------------------------------- | ---------------------------------- | ----- |
| 1.  | What Makes You Beautiful | Rami Yacoub, Carl Falk, Savan Kotecha                                                          | Rami Yacoub, Carl Falk             | 3:18  |
| 2.  | Gotta Be You             | Steve Mac, August Rigo                                                                         | Steve Mac                          | 4:04  |
| 3.  | One Thing                | Yacoub, Falk, Kotecha                                                                          | Rami Yacoub, Carl Falk             | 3:17  |
| 4.  | More than This           | Jamie Scott, Niall Horan                                                                       | Brian Rawling, Paul Meehan         | 4:48  |
| 5.  | Up All Night             | Kotecha, Matt Squire                                                                           | Matt Squire                        | 3:12  |
| 6.  | I Wish                   | Yacoub, Falk, Kotecha                                                                          | Rami Yacoub, Carl Falk             | 3:35  |
| 7.  | Tell Me a Lie            | Kelly Clarkson, Tom Meredith, Shep Solomon                                                     | Tom Meredith, Shep Solomon         | 3:15  |
| 8.  | Taken                    | Toby Gad, Lindy Robbins, Harry Styles, Liam Payne, Louis Tomlinson, Niall Horan, Zayn Malik    | Toby Gad                           | 3:55  |
| 9.  | I Want                   | Tom Fletcher, Niall Horan                                                                      | Richard "Biff" Stannard, Ash Howes | 2:51  |
| 10. | Everything About You     | Steve Robson, Wayne Hector, Harry Styles, Liam Payne, Louis Tomlinson, Niall Horan, Zayn Malik | Steve Robson                       | 3:35  |
| 11. | Same Mistakes            | Robson, Hector, Harry Styles, Liam Payne, Louis Tomlinson, Niall Horan, Zayn Malik             | Steve Robson                       | 3:37  |
| 12. | Save You Tonight         | RedOne, BeatGeek, Jimmy Joker, Teddy Sky, AJ Junior, Alaina Beaton, Kotecha                    | RedOne, BeatGeek, Jimmy Joker      | 3:24  |
| 13. | Stole My Heart           | Scott, Meehan                                                                                  | Brian Rawling, Paul Meehan         | 3:25  |

| 14. | Stand Up      |  | 2:53 |
| 15. | Moments       |  | 4:22 |
| 16. | Another World |  | 3:25 |

## Ventes
| Pays                | Position des ventes |
| ------------------- | ------------------- |
| Belgique (Flandre)  | 7                   |
| Belgique (Wallonie) | 65                  |
| Allemagne           | 7                   |
| Irlande             | 3                   |

### Certifications
| Pays             | Organisme  | Certification | Vente     |
| ---------------- | ---------- | ------------- | --------- |
| Australie        | ARIA       | 4 × Platine   | 140 000   |
| Brésil           | ABPD       | Platine       | 40 000    |
| Chili            | IFPI       | Or            |           |
| Danemark         | IFPI       | Or            | 10 000    |
| Canada           | CRIA       | 3 × Platine   | 240 000   |
| Espagne          | Promusicae | Or            | 20 000    |
| États-Unis       | RIAA       | 3 × Platine   | 3 000 000 |
| France           | SNEP       | Or            | 50 000    |
| Grèce            | IFPI       | Or            | 3 000     |
| Irlande          | IRMA       | 3 × Platine   | 30 000    |
| Italie           | FIMI       | Platine       | 30 000    |
| Mexique          | Amprofon   | 4 × Platine   | 240 000   |
| Nouvelle-Zélande | RIANZ      | 3 × Platine   | 45 000    |
| Pologne          | ZPAV       | Or            | 5 000     |
| Royaume-Uni      | BPI        | 3 × Platine   | 600 000   |
| Suède            | GLF        | Platine       | 40 000    |
| Venezuela        | IFPI       | Or            | 5 000     |

## Historique des versions
| Pays             | Date             | Format                     | Label                       |
| ---------------- | ---------------- | -------------------------- | --------------------------- |
| Irlande          | 18 novembre 2011 | CD, Téléchargement Digital | Syco Music (en), Sony Music |
| Pays-Bas         | 18 novembre 2011 | CD, Téléchargement Digital | Syco Music (en), Sony Music |
| Suède            | 18 novembre 2011 | CD, Téléchargement Digital | Syco Music (en), Sony Music |
| Belgique         | 21 novembre 2011 | CD, Téléchargement Digital | Syco Music (en), Sony Music |
| Royaume-Uni      | 21 novembre 2011 | CD, Téléchargement Digital | Syco Music (en), Sony Music |
| Australie        | 25 novembre 2011 | CD, Téléchargement Digital | Syco Music (en), Sony Music |
| Nouvelle-Zélande | 28 novembre 2011 | CD, Téléchargement Digital | Syco Music (en), Sony Music |
| France           | 6 février 2012   | CD, Téléchargement Digital | Syco Music (en), Sony Music |
| États-Unis       | 13 mars 2012     | CD, Téléchargement Digital | Syco Music (en), Sony Music |